# پاولوس کونتوریوتیس
پاولوس کونتوریوتیس (یونانی: Παύλος Κουντουριώτης؛ ۹ آوریل ۱۸۵۵ – ۲۲ اوت ۱۹۳۵) یک سیاست‌مدار اهل یونان بود.